# Ala (rugby)
Para el caza soviético, véase Sukhoi Su-27.

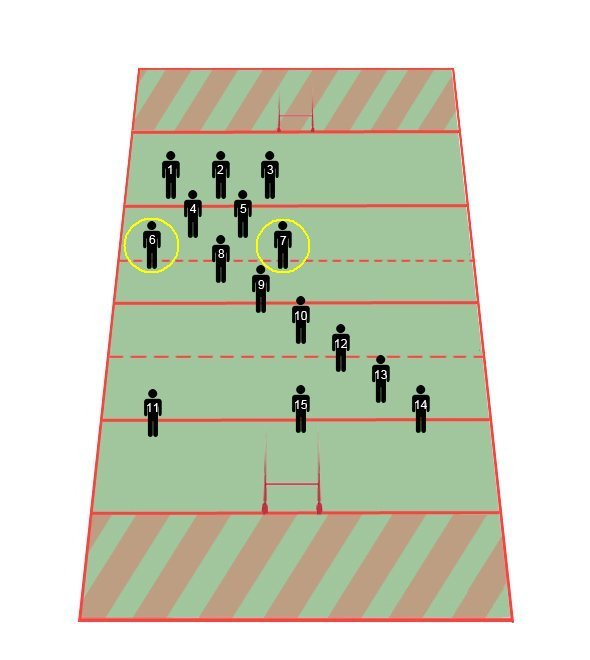
Los alas o flankers, se ubican en los flancos de la tercera línea del scrum, habitualmente con los números 6 y 7.

Ala (en España tercera línea o el anglicismo flanker) es la denominación que recibe una posición en el juego del rugby que integra el grupo de delanteros o forwards, en la que el jugador se ubica en los flancos del scrum o melé. En inglés la denominación es flanker y en francés troisième ligne aile. Los alas forman parte de la tercera línea, junto al número 8 (octavo) en las formaciones de scrum y son los jugadores que suelen portar los dorsales 6 (ala cerrado) y 7 (ala abierto).

## Función
El ala cerrado (normalmente el 6, menos en Sudáfrica y Francia que es el 7) suele ser más corpulento y alto que su compañero el ala abierto y por esa cualidad suele ser también uno de los jugadores habitualmente seleccionados -junto con los segundas líneas- para saltar en los lines o saques de costado. Los alas cerrados también tienen como función habitual tacklear mucho y obstaculizar los rucks del equipo contrario más conocido como "matar el balón", haciendo así más lenta la salida de la pelota y demorando el ataque del equipo contrario. 
El ala abierto (el 7, menos en Sudáfrica y Francia que es el 6) suele ser más pequeño y compacto. La razón de esta característica física es que una de sus funciones habituales es la de "ball stealer", es decir arrebatar la pelota en poder del contrario. En el rugby moderno el ala abierto debe estar muy atento al momento de que el jugador contrario es tacleado, para abalanzarse inmediatamente sobre él al momento que suelta la pelota como indica el reglamento y apoderarse de ella. Eventualmente el propio ala abierto puede taclear y recuperar la pelota, siempre y cuando se mantenga de pie. El exjugador neozelandés Richie McCaw fue mencionado como uno de los mejores en esta posición.
Los alas son jugadores muy rápidos ya que son los primeros que abandonan la formación de scrum para ocupar posiciones defensivas u ofensivas. El principal objetivo de los ala en las formaciones de scrum cuando no tienen la posesión del balón es lograr tacklear al apertura del equipo rival.
En jugadas de ataque se incorporan a la línea en velocidad para tratar de alcanzar de romper la línea defensiva rival. En jugadas defensivas, dada su velocidad, son los primeros en alcanzar al jugador con el balón. También colaboran con el resto de jugadores de la delantera en las abiertas (ruck). La principal cualidad de los alas, aparte de la velocidad, es la habilidad para tacklear a jugadores rivales.

## Alas/Flankers destacados
- Richie McCaw
- Michael Jones
- Ian Kirkpatrick
- Jean Prat
- Francois Pienaar
- Serge Betsen
- Ruben Kruger
- Jean-Pierre Rives
- George Smith
- Richard Hill
- Thierry Dusautoir
- Tom Richards
- Schalk Burger
- Jerome Kaino
- Lawrence Dallaglio
- Yannick Nyanga
- Francois Louw
- Juan Martín Fernández Lobbe
- Sam Warburton
- David Pocock
- Jerry Collins
- Fergus Slattery
- Juan Smith
- Michael Hooper
- Chris Robshaw
- Juan Manuel Leguizamón
- Pablo Matera
- Siya Kolisi
- Pieter-Steph du Toit